# 塔讷龙
塔讷龙（法語：Tanneron，法語發音：[tanʁɔ̃]）是法国普罗旺斯-阿尔卑斯-蓝色海岸大区瓦尔省的一个市镇，属于德拉吉尼昂区。

## 地理
塔讷龙（43°35'26"N, 6°52'32"E）面积52.78 平方千米，位于法国普罗旺斯-阿尔卑斯-蓝色海岸大区瓦尔省，该省份为法国东南部沿海省份，北起上普罗旺斯阿尔卑斯省，西北角与沃克吕兹省接壤，西接罗讷河口省，南濒地中海，东临滨海阿尔卑斯省。
与塔讷龙接壤的市镇（或旧市镇、城区）包括：锡亚涅河畔欧里博、芒德略拉纳普勒、佩戈马、佩梅纳德、勒蒂涅、莱萨德雷-德莱斯泰雷勒、弗雷瑞斯、蒙托鲁。

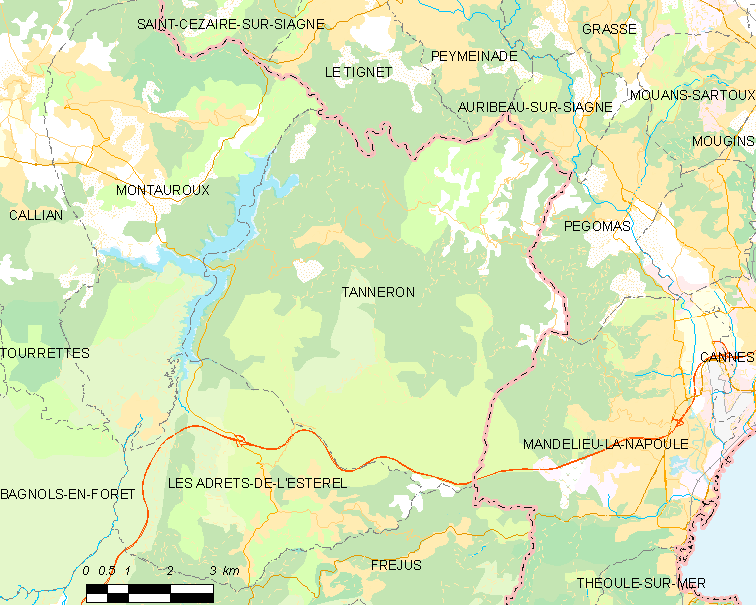
塔讷龙的OSM定位图

塔讷龙的时区为UTC+01:00、UTC+02:00（夏令时）。

## 行政
塔讷龙的邮政编码为83440，INSEE市镇编码为83133。

## 政治
塔讷龙所属的省级选区为阿尔让河畔罗克布吕讷县。

## 人口

1962-2008年间塔讷龙人口变化图示

塔讷龙于2022年1月1日时的人口数量为1723人。